# 工藤隆人
工藤 隆人（くどう たかひと、1981年3月30日 - ）は、青森県黒石市出身の元プロ野球選手（外野手）、コーチ。左投左打。

## 経歴

### プロ入り前
弘前実業高校時代は1年の夏に外野手のレギュラーを獲得し、夏の甲子園に出場。2年の秋からはエースとしても活躍、秋季東北大会でベスト8、3年夏は県大会ベスト4。
青森大学では細川亨の1学年下で、2年からレギュラーとして大学選手権ベスト8、秋はリーグ首位打者。4年生次には竹原直隆（城西大学）や鞘師智也（東海大学）らとともに外野手として2002年の第1回世界大学野球選手権日本代表に選ばれている。ベストナイン5回。JR東日本（JR東日本硬式野球部）では同い年で同期入社の小山良男と共に都市対抗などに出場した。
2004年のドラフト会議で北海道日本ハムファイターズに9巡目で指名され入団。背番号は53に決まった。

### 日本ハム時代
2005年、1年目から二軍で83試合と積極的に起用され、打率.255、6本塁打、8盗塁（チームトップ）の数字を残した。この成績をうけてシーズン終盤に一軍登録され、9月22日の対オリックス・バファローズ戦にて森本稀哲の代打としてプロ入り初の一軍出場を果たした。この年は一軍で5試合に出場したが、13打数6三振0安打に終わり、安打を放つことはできなかった。
2006年、二軍で83試合に出場し、打率.282、1本塁打、9盗塁（チームトップ）を記録したが、一軍での出場はなかった。日本シリーズでは40人枠に入ったが、ベンチ入りはかなわなかった。
2007年、二軍で打率.379、1本塁打、15盗塁（チームトップ）の活躍が認められ、6月19日の対広島戦でプロ初安打となる三塁打を放ち、ここから4打数連続安打、スタメン3試合で7安打とアピール。これをきっかけに一軍に定着し、シーズン中盤以降左翼手のレギュラーとして活躍した。打率.288、9盗塁を記録してチームの優勝に貢献した。チームの優勝決定後、消化試合となった9月30日と最終戦の10月3日には、主力を外した若手主体のオーダーながら自身初となる4番打者として先発出場し、1番と9番以外の全打順でスタメン出場した。このシーズンの公式戦で工藤が打点を上げた11試合は全てチームが勝利するなど、飛躍のシーズンとなった。ポストシーズンのクライマックスシリーズ第3戦・第5戦でも打点を挙げてチームの勝利を導いたが、日本シリーズ第2戦で打点を挙げながら敗れ、「不敗神話」は13でストップした。
2008年、5月3日に、4打数4安打3打点の大活躍で、ヒーローインタビューを受けた。また、前年の5月3日にも活躍しており、この出来事がきっかけで工藤の背番号も5月3日にかけた53だったことから5月3日は「工藤の日」と称された。前年の72試合を大きく超える104試合に出場したが、左翼手に新外国人選手のターメル・スレッジが加入したことに加え、自身の打撃の調子も今ひとつ上がらず、代走や守備固めでの起用が中心になった。シーズン終了後の11月14日、二岡智宏・林昌範との交換トレードにより、マイケル中村とともに読売ジャイアンツに移籍。背番号は35に決まった。

### 巨人時代
2009年、巨人には少ない俊足好守の実績がある外野手として期待されたが、松本哲也、亀井義行といった工藤とタイプが重なる若手外野手の台頭により、競争からはじき出される形になった。交流戦ではパ・リーグでの経験を買われて先発出場の機会を得たものの、49試合の出場に留まった。オフに同年に現役引退した木村拓也が付けていた0を継承。
2010年、ルーキーの長野久義の加入により外野手争いがより激しくなり、出場機会を得られず前年よりも少ない40試合の出場に終わった。
2011年、開幕を二軍で迎えた。一軍出場のないまま、6月29日にサブローと工藤+金銭の交換トレードで千葉ロッテマリーンズに移籍。およそ3年ぶりにパ・リーグに戻ることとなった。背番号はサブローが付けていた3に決まった。

### ロッテ時代

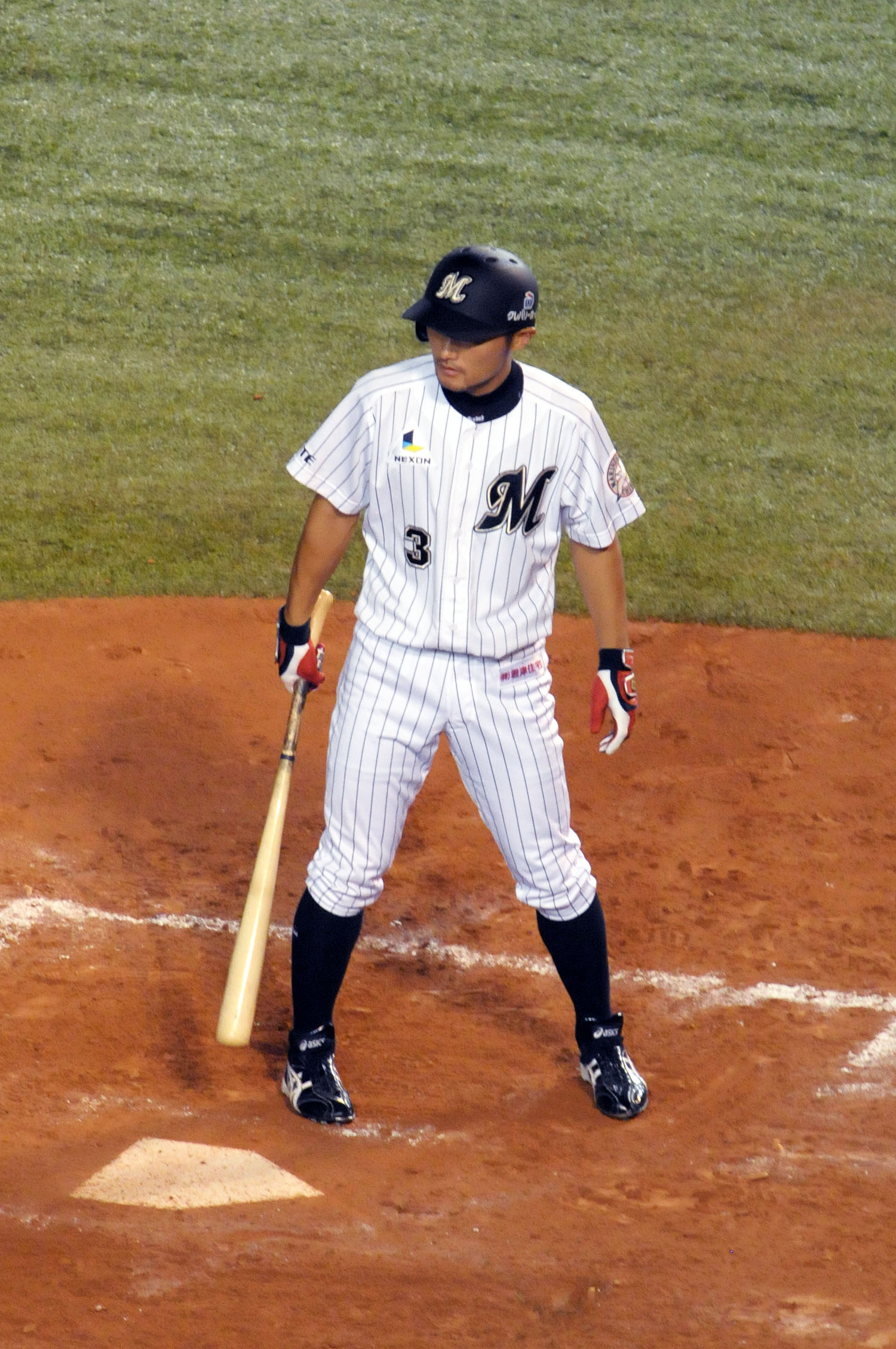
2011年8月6日、QVCマリンフィールドにて

移籍後は大松尚逸の不振もあって、レフトでスタメン出場の機会を得、夏場には伊志嶺翔大、岡田幸文と鉄壁の外野陣を形成した。一方打撃では打率.200と低調で、清田育宏の復帰や角中勝也の台頭で9月以降はスタメンの座を奪われた。しかし、シーズン途中の加入ながら53試合に出場し、巨人時代よりも出場機会を増やした。シーズン終了後、トレード相手の大村三郎（サブロー）がFAでロッテに復帰することとなったため、それに伴い、背番号が25に変更された。
2012年、開幕一軍入りしたが、角中勝也の台頭や、6月に荻野貴司が復帰するのと入れ替わりで二軍落ちとなった。そのまま再登録されることなくシーズンを終え、前年の出場試合数の半分にも満たない24試合の出場に終わった。また、代走や守備固めでの起用がほとんどだったため打席に立つ機会はほとんどなく、打率.167、シーズン中の安打は僅か1本に留まった。
2013年、開幕を二軍で迎え、プロ2年目の2006年以来となる一軍出場なしに終わり、10月3日に球団から戦力外通告を受けた。

### 中日時代

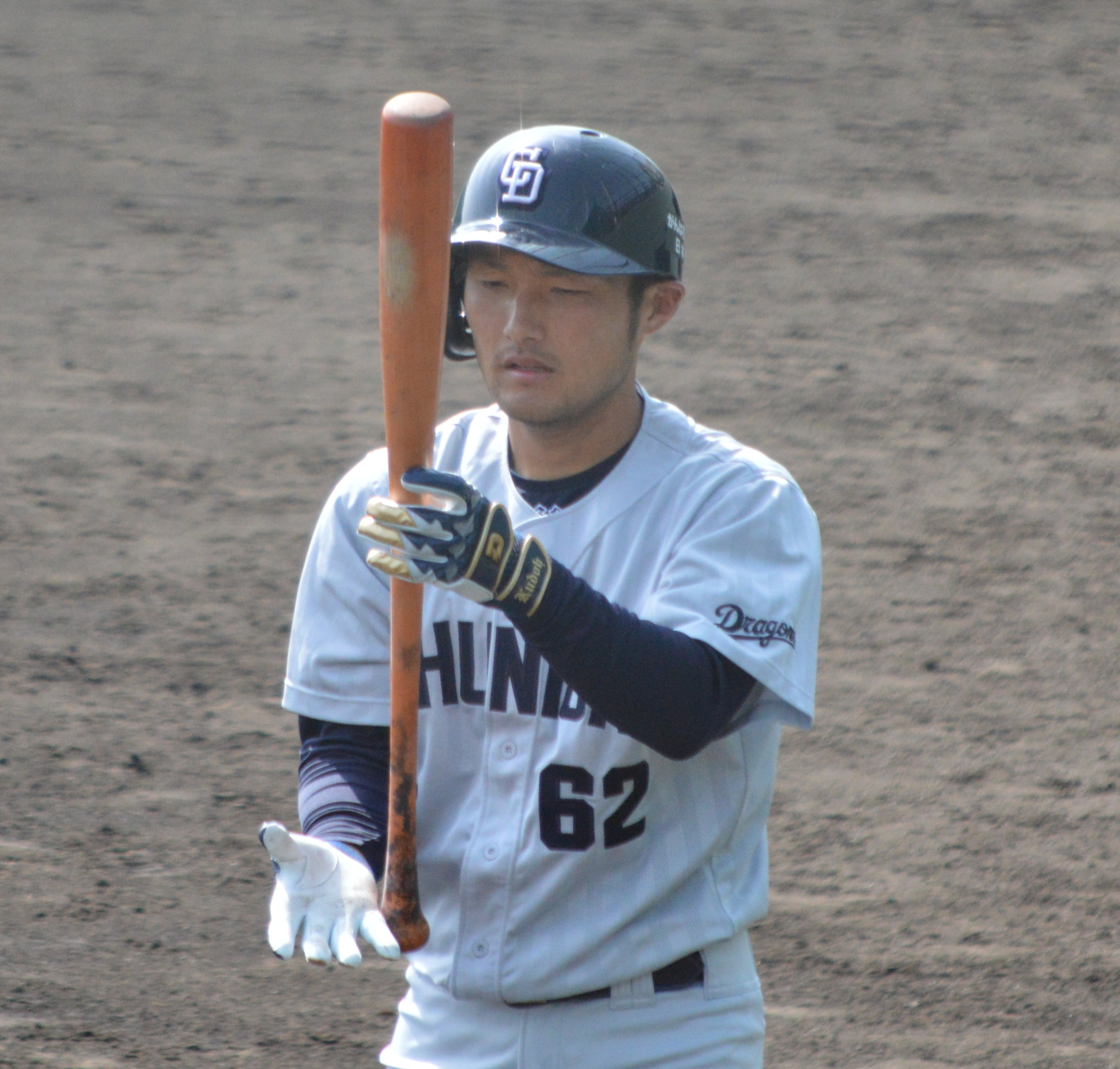
2015年の工藤

その後、12球団合同トライアウトを受け、落合博満GMの目に留まって中日ドラゴンズの秋季キャンプに参加し、入団テストを受けて入団が決まった。背番号は62。落合とは、著書（「落合博満の超野球学バッティングの理屈」）で当時のJR東日本硬式野球部員としてアドバイスを受けるなど、以前も縁があった。
プロ10年目の2014年は開幕一軍を勝ち取り、主に代走として出場機会を得ていたが、4月5日の読売ジャイアンツ戦で代走出場の際に右足を負傷し登録抹消。それでもシーズン終盤から再び1軍に合流すると、8月28日の横浜DeNAベイスターズ戦で三浦大輔からプロ初本塁打を放った。9月15日の横浜DeNAベイスターズ戦でも、1点差ビハインドの9回表、1死2塁の場面で代打起用され、当時クローザーを務めていた三上朋也から同点タイムリーを放つなど、勝負強さを発揮した。この年は46打席ながら打率を3割に乗せた。
2015年、この年は僅か13試合に留まり、打率も.167、安打1本と低迷した。
2016年、開幕を一軍で迎え、閉幕まで一度も二軍に降格することなく、キャリア2番目の74試合に出場した。主にリカルド・ナニータの代走、守備固め要員であったが、打撃面でも6月8日のオリックス・バファローズ戦で延長12回に決勝点となる勝ち越しタイムリーを放つなど、ここ一番での勝負強さも目立った。
2017年、この年もほぼ1年を通して代打や守備固めとして一軍に同行し、中日入団以降では最多の82試合に出場した。
2018年、年間を通して一軍に帯同。代走や守備固めとして安定した活躍を見せ、73試合に出場した。10月22日、球団に対し、現役引退を申し入れ、同日付で任意引退選手として公示された。

### 引退後
2018年10月29日、中日の一軍外野守備走塁コーチに就任することが発表された。2020年からは二軍外野守備走塁コーチに配置転換。
2021年11月10日、阪神タイガースの二軍外野守備走塁コーチに就任することが発表された。

## 選手としての特徴・人物
50メートル5.8秒の俊足で、俊足を生かした守備を見せる。肩も強い。
両親はともに書道講師。自身も小学6年生まで書道を習っており、6段の腕前を持つ。なお、卒業文集の「将来の夢」には「プロ野球選手」と書くのが恥ずかしくなり、「書道家」と書いたという。

## 詳細情報

### 年度別打撃成績
| 年 度      | 球 団      | 試 合 | 打 席 | 打 数 | 得 点 | 安 打 | 二 塁 打 | 三 塁 打 | 本 塁 打 | 塁 打 | 打 点 | 盗 塁 | 盗 塁 死 | 犠 打 | 犠 飛 | 四 球 | 敬 遠 | 死 球 | 三 振 | 併 殺 打 | 打 率 | 出 塁 率 | 長 打 率 | O P S |
| ---------- | ---------- | ----- | ----- | ----- | ----- | ----- | -------- | -------- | -------- | ----- | ----- | ----- | -------- | ----- | ----- | ----- | ----- | ----- | ----- | -------- | ----- | -------- | -------- | ----- |
| 2005       | 日本ハム   | 5     | 13    | 13    | 0     | 0     | 0        | 0        | 0        | 0     | 0     | 0     | 0        | 0     | 0     | 0     | 0     | 0     | 6     | 0        | .000  | .000     | .000     | .000  |
| 2007       | 日本ハム   | 72    | 231   | 215   | 23    | 62    | 6        | 4        | 0        | 76    | 17    | 9     | 1        | 3     | 0     | 12    | 4     | 1     | 44    | 0        | .288  | .329     | .353     | .682  |
| 2008       | 日本ハム   | 104   | 233   | 199   | 20    | 51    | 11       | 1        | 0        | 64    | 12    | 8     | 3        | 18    | 1     | 9     | 0     | 6     | 42    | 0        | .256  | .307     | .322     | .630  |
| 2009       | 巨人       | 49    | 56    | 51    | 12    | 13    | 2        | 1        | 0        | 17    | 1     | 1     | 0        | 2     | 0     | 2     | 0     | 1     | 18    | 0        | .255  | .296     | .333     | .629  |
| 2010       | 巨人       | 40    | 30    | 26    | 3     | 6     | 0        | 0        | 0        | 6     | 2     | 0     | 0        | 0     | 0     | 0     | 0     | 4     | 11    | 0        | .231  | .333     | .231     | .564  |
| 2011       | ロッテ     | 53    | 112   | 100   | 7     | 20    | 3        | 1        | 0        | 25    | 5     | 3     | 1        | 5     | 0     | 4     | 0     | 3     | 21    | 0        | .200  | .252     | .250     | .502  |
| 2012       | ロッテ     | 24    | 6     | 6     | 4     | 1     | 0        | 0        | 0        | 1     | 0     | 1     | 0        | 0     | 0     | 0     | 0     | 0     | 1     | 0        | .167  | .167     | .167     | .333  |
| 2014       | 中日       | 46    | 46    | 39    | 9     | 12    | 3        | 0        | 1        | 18    | 8     | 1     | 2        | 1     | 1     | 4     | 0     | 1     | 11    | 1        | .308  | .378     | .462     | .839  |
| 2015       | 中日       | 13    | 7     | 6     | 2     | 1     | 0        | 0        | 0        | 1     | 0     | 0     | 0        | 0     | 0     | 1     | 0     | 0     | 3     | 0        | .167  | .286     | .167     | .452  |
| 2016       | 中日       | 74    | 72    | 63    | 12    | 19    | 2        | 1        | 0        | 23    | 3     | 5     | 2        | 2     | 0     | 4     | 0     | 3     | 14    | 0        | .302  | .371     | .365     | .737  |
| 2017       | 中日       | 82    | 58    | 51    | 12    | 12    | 1        | 0        | 0        | 13    | 0     | 3     | 1        | 4     | 0     | 3     | 1     | 0     | 13    | 1        | .235  | .278     | .255     | .533  |
| 2018       | 中日       | 73    | 17    | 15    | 17    | 2     | 0        | 0        | 0        | 2     | 1     | 3     | 1        | 1     | 0     | 0     | 0     | 1     | 7     | 0        | .133  | .188     | .133     | .321  |
| 通算：12年 | 通算：12年 | 635   | 881   | 784   | 121   | 199   | 28       | 8        | 1        | 246   | 49    | 34    | 11       | 36    | 2     | 39    | 5     | 20    | 191   | 2        | .254  | .305     | .314     | .619  |

### 年度別守備成績
| 年 度 | 球 団    | 外野  | 外野  | 外野  | 外野  | 外野  | 外野     |
| 年 度 | 球 団    | 試 合 | 刺 殺 | 補 殺 | 失 策 | 併 殺 | 守 備 率 |
| ----- | -------- | ----- | ----- | ----- | ----- | ----- | -------- |
| 2005  | 日本ハム | 5     | 6     | 0     | 0     | 0     | 1.000    |
| 2007  | 日本ハム | 69    | 114   | 1     | 2     | 0     | .983     |
| 2008  | 日本ハム | 91    | 127   | 4     | 1     | 1     | .992     |
| 2009  | 巨人     | 36    | 22    | 0     | 0     | 0     | 1.000    |
| 2010  | 巨人     | 20    | 7     | 0     | 0     | 0     | 1.000    |
| 2011  | ロッテ   | 34    | 47    | 3     | 2     | 0     | .962     |
| 2012  | ロッテ   | 20    | 16    | 0     | 1     | 0     | .941     |
| 2014  | 中日     | 28    | 20    | 3     | 1     | 2     | .958     |
| 2015  | 中日     | 10    | 2     | 1     | 0     | 1     | 1.000    |
| 2016  | 中日     | 62    | 33    | 0     | 0     | 0     | 1.000    |
| 2017  | 中日     | 47    | 26    | 0     | 0     | 0     | 1.000    |
| 2018  | 中日     | 61    | 17    | 0     | 0     | 0     | 1.000    |
| 通算  | 通算     | 483   | 437   | 12    | 7     | 4     | .985     |

### 記録
初記録
- 初出場：2005年9月22日、対オリックス・バファローズ17回戦（スカイマークスタジアム）、6回表に森本稀哲の代打で出場
- 初打席：同上、6回表にJPから二塁ゴロ
- 初先発出場：2005年9月23日、対オリックス・バファローズ18回戦（スカイマークスタジアム）、1番・左翼手で先発出場
- 初安打：2007年6月19日、対広島東洋カープ3回戦（広島市民球場）、8回表に宮崎充登から右中間三塁打
- 初打点：2007年7月7日、対千葉ロッテマリーンズ9回戦（札幌ドーム）、8回裏に小林宏之から一塁適時内野安打
- 初盗塁：2007年7月13日、対東北楽天ゴールデンイーグルス13回戦（フルキャストスタジアム宮城）、4回表に二盗（投手：アダム・バス、捕手：嶋基宏）
- 初本塁打：2014年8月28日、対横浜DeNAベイスターズ19回戦（ナゴヤドーム）、7回裏に三浦大輔から右越3ラン

### 背番号
- 53（2005年 - 2008年）
- 35（2009年）
- 0（2010年 - 2011年6月29日）
- 3（2011年6月30日 - 同年終了）
- 25（2012年 - 2013年）
- 62（2014年 - 2018年）
- 78（2019年 - 2021年）
- 76（2022年 - ）

### 登場曲
- 「So What」P!NK（2009年 - 2010年）
- 「ZERO」B'z（2010年 - ）
- 「ヒーロー」FUNKY MONKEY BABYS（2011年 - 千葉ロッテマリーンズ）
- 「HANABI」Mr.Children（2012年 - 2013年）
- 「Brave」ナオト・インティライミ（2014年 - ）